# Do útoku
Do útoku (v originále Over the Top) je americký sportovní film z roku 1987 se Sylvesterem Stallonem v hlavní roli Lincolna Hawka, řidiče kamionu, který se snaží získat zpět svého odcizeného syna a zároveň se stává mistrem v páce. Film produkoval a režíroval Menahem Golan, scénář napsali Stirling Silliphant a Stallone. Ve vedlejších rolích se objevili Robert Loggia, Susan Blakely a David Mendenhall.
Film byl vydán 13. února 1987 společností Warner Bros. ve Spojených státech. Film byl kasovním propadákem a od kritiků získal průměrné hodnocení.

## Děj
Lincoln Hawk je osamělý řidič kamionu a amatérský zápasník v páce. Když ho jeho nemocná, odcizená manželka požádá, aby navázal vztah se svým synem Michaelem, Hawk jej vyzvedne z vojenské školy a vydává se s ním napříč státy. Michael, který ho nikdy nepoznal, ho zpočátku odmítá, navíc je ovlivněn svým dědečkem Cutlerem, bohatým a panovačným mužem, který považuje Hawka za nevhodného otce.
Postupně se ale mezi otcem a synem vytvoří pouto. Po příjezdu do nemocnice však zjišťují, že Christina během operace zemřela. Michael z toho obviňuje otce a vrací se k dědečkovi. Hawk se ho pokusí unést, ale je zatčen a jako podmínku propuštění musí podepsat zřeknutí se opatrovnictví.
Rozhodne se proto bojovat na mistrovství světa v páce v Las Vegas – výhrou je peněžní odměna a nový kamion. Hawk prodá svůj starý kamion a vsadí všechno na sebe, i když je outsiderem. Mezitím Michael zjistí, že mu dědeček lhal a zadržoval dopisy, které mu otec celé roky posílal. Uteče a vydá se za otcem.
Hawk zpočátku v turnaji prohraje a zraní se. Cutler mu nabízí peníze výměnou za to, že Michaela nechá být, ale Hawk odmítne. S podporou syna a obnovenou motivací Hawk v dramatickém finále porazí neporaženého šampiona Bulla Hurleyho a vyhraje turnaj. Otec a syn spolu nakonec odjíždějí vstříc novému začátku.

## Obsazení
- Sylvester Stallone jako Lincoln „Linc“ Hawk
- Robert Loggia jako Jason Cutler
- Susan Blakely jako Christina Hawk
- Rick Zumwalt jako Bob „Bull“ Hurley
- David Mendenhall jako Michael „Mike“ Hawk
- Chris McCarty jako Tim Salanger
- Terry Funk jako Ruker
- Bruce Way jako John Grizzly
- Paul Sullivan jako Carl Adams
- Jimmy Keegan jako Richie
- Greg „Magic“ Schwartz jako Smasher
- Allan Graf jako Collins
- John Braden jako plukovník Davis
- Reggie Bennett jako zápasnice

V epizodních rolích se objevují také několikanásobní mistři světa v armwrestlingu John Brzenk, Cleve Dean, Scott Norton, Allen Fisher, John Vreeland a Andrew „Cobra“ Rhodes (který hraje rozhodčího závěrečného zápasu). Randy Raney, který se objeví se Stallonem v následujícím roce ve filmu Rambo III, hraje Mad Doga Madisona.